# Трапп (Меріленд)
Трапп (англ. Trappe) — місто (англ. town) в США, в окрузі Талбот штату Меріленд. Населення — 1177 осіб (2020).

## Географія
Трапп розташований за координатами 38°39′46″ пн. ш. 76°3′9″ зх. д. / 38.66278° пн. ш. 76.05250° зх. д. (38.662722, -76.052542).  За даними Бюро перепису населення США в 2010 році місто мало площу 7,19 км², уся площа — суходіл.

## Демографія
Згідно з переписом 2010 року, у місті мешкало 1077 осіб у 434 домогосподарствах у складі 299 родин. Густота населення становила 150 осіб/км².  Було 491 помешкання (68/км²).
Расовий склад населення:
| - 65,3 % — білих - 28,1 % — чорних або афроамериканців - 1,3 % — азіатів - 0,6 % — корінних американців - 2,4 % — осіб інших рас |

До двох чи більше рас належало 2,2 %. Частка іспаномовних становила 6,3 % від усіх жителів.
За віковим діапазоном населення розподілялося таким чином: 22,5 % — особи молодші 18 років, 64,9 % — особи у віці 18—64 років, 12,6 % — особи у віці 65 років та старші. Медіана віку мешканця становила 39,5 року. На 100 осіб жіночої статі у місті припадало 92,3 чоловіків;  на 100 жінок у віці від 18 років та старших — 88,1 чоловіків також старших 18 років.
Середній дохід на одне домашнє господарство  становив 67 409 доларів США (медіана — 61 250), а середній дохід на одну сім'ю — 78 738 доларів (медіана — 68 676). Медіана доходів становила 42 837 доларів для чоловіків та 36 912 долари для жінок. За межею бідності перебувало 10,7 % осіб, у тому числі 4,6 % дітей у віці до 18 років та 6,5 % осіб у віці 65 років та старших.
Цивільне працевлаштоване населення становило 693 особи. Основні галузі зайнятості: освіта, охорона здоров'я та соціальна допомога — 23,5 %, мистецтво, розваги та відпочинок — 15,3 %, роздрібна торгівля — 13,1 %, будівництво — 11,7 %.